# Sophie Grégoire
Pour les articles homonymes, voir Grégoire.
Sophie Grégoire, née le 24 avril 1975 à Montréal, est une animatrice de télévision et chanteuse canadienne. Elle est l'épouse de Justin Trudeau, ancien premier ministre du Canada, de 2005 jusqu'à leur séparation annoncée en 2023.

## Biographie

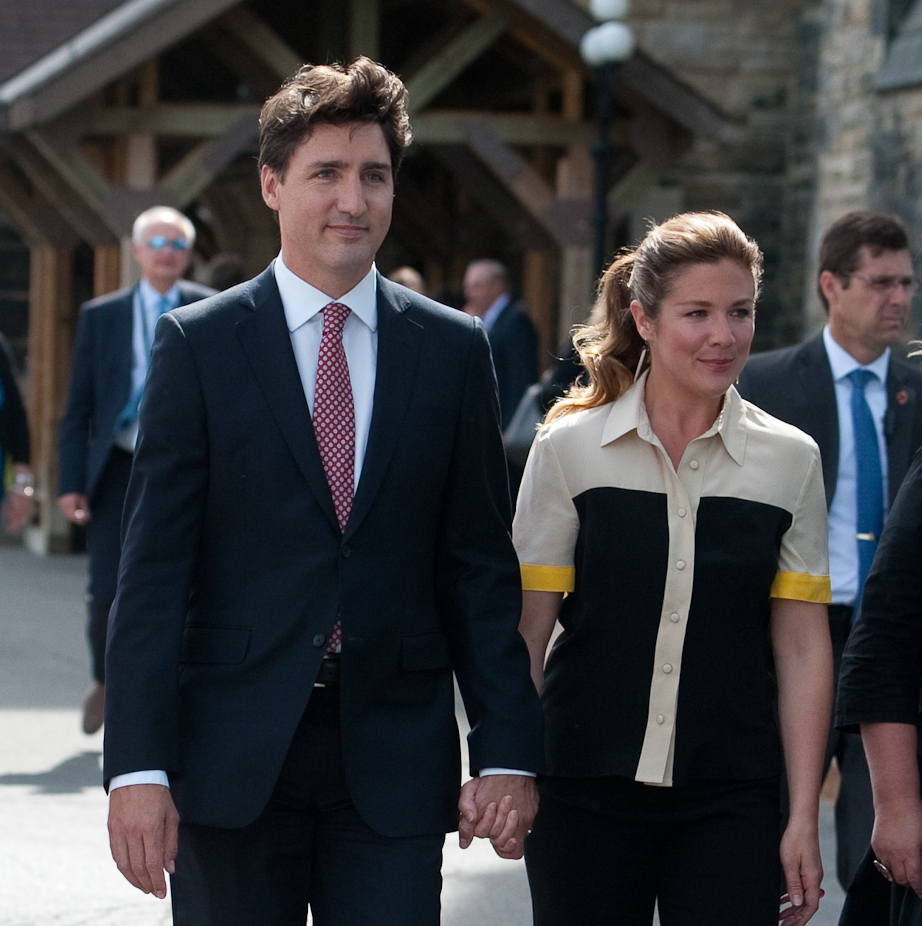
Sophie Grégoire et son époux Justin Trudeau, en 2017.

Née en 1975, elle est l'enfant unique de Jean Grégoire, agent de change et d'Estelle Blais, une infirmière ontarienne. Sa famille habite à Sainte-Adèle, dans les Laurentides, jusqu'à leur déménagement à Montréal lorsque Sophie est âgée de quatre ans. Elle grandit dans le milieu aisé de Mont-Royal où elle est camarade de classe de Michel Trudeau, plus jeune fils de Pierre Elliot Trudeau et frère de son futur mari Justin. Elle mène ensuite ses études secondaires au Pensionnat du Saint-Nom-de-Marie, à Outremont. Sophie Grégoire affirme elle-même avoir passé une enfance heureuse, ayant de la facilité à se faire des amis et aimant faire du sport. Cependant, de l'âge de 17 ans jusqu'aux premières années de sa vingtaine, elle souffre de boulimie.
Elle commence ensuite des études en commerce à l'Université McGill, suivant les traces de son père. Elle choisit toutefois de se rediriger vers les communications à l'Université de Montréal, où elle obtient un baccalauréat. Après quoi, Sophie Grégoire commence une carrière médiatique. Sa participation comme chroniqueuse ou animatrice dans différentes émissions de télévision est surtout importante entre 2000 et 2005. Elle s'oriente par la suite vers des activités de philanthropie, travaillant pour des organisations de sensibilisation à différents enjeux.
Elle a été reporter pour LCN (télévision québécoise) puis pour Salut Bonjour Weekend, Clin d'œil, et Bec et Museau sur TVA.
En mars 2020, elle est atteinte de la maladie à coronavirus, ce qui contraint son mari à être confiné,.

## Vie privée

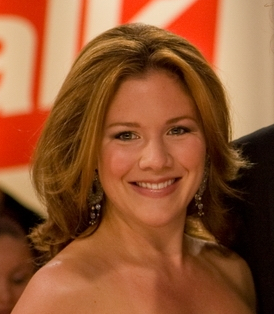
En 2008.

Elle rencontre Justin Trudeau durant son enfance par l'intermédiaire de son frère qui est son camarade de classe. Adultes, ils commencent à se fréquenter à partir de juin 2003. Ils forment un couple à partir d'octobre 2004 et se marient le 28 mai 2005 à l'église Sainte-Madeleine d'Outremont. Ils ont trois enfants :
- Xavier James Trudeau (2007) ;
- Ella-Grace Margaret Trudeau (2009) ;
- Hadrien Grégoire Trudeau (2014).